# Antirrhea undulata
Antirrhea undulata is een vlinder uit de familie Nymphalidae. De wetenschappelijke naam van de soort is voor het eerst geldig gepubliceerd in 1925 door Erich Martin Hering & Hopp.